# Stiphropus ocellatus
Stiphropus ocellatus är en spindelart som beskrevs av Tord Tamerlan Teodor Thorell 1887. Stiphropus ocellatus ingår i släktet Stiphropus och familjen krabbspindlar. Inga underarter finns listade i Catalogue of Life.